# Tiếng Oromo
Tiếng Oromo là ngôn ngữ của người Oromo, một dân tộc có vùng cư trú truyền thống ở vùng Sừng Châu Phi.
Tiếng Oromo thuộc ngôn ngữ Á-Phi, là ngôn ngữ được sử dụng rộng rãi nhất trong ngữ tộc Cushit của họ ngôn ngữ này. Các hình thức Oromo được nói như một ngôn ngữ đầu tiên của hơn 24,6 triệu người Oromo và những người láng giềng ở Ethiopia và thêm nửa triệu ở các vùng phía bắc và phía đông Kenya. Nó cũng được nói bởi số lượng người di cư nhỏ hơn ở các nước châu Phi khác như Nam Phi, Libya, Ai Cập và Sudan. Tiếng Oromo là một phương ngữ liên tục; không phải tất cả các giống đều dễ hiểu.
Tên gốc của ngôn ngữ Oromo là Afaan Oromoo, có nghĩa là "miệng (ngôn ngữ) của Oromo". Nó trước đây được gọi là Galla, một thuật ngữ nay được coi là pejorative nhưng vẫn được tìm thấy trong văn học cũ.